# بابلو باز
بابلو باز (بالإسبانية: Pablo Paz) (مواليد 27 يناير 1973) هو لاعب كرة قدم. يلعب مع منتخب الأرجنتين لكرة القدم. سبق له أن لعب في كأس العالم لكرة القدم مع منتخب بلاده.

## روابط خارجية
- بابلو باز على موقع الاتحاد الدولي (مؤرشف)  (الإنجليزية)
- بابلو باز على موقع قاعدة بيانات كرة القدم.إي يو (الإنجليزية)
- بابلو باز على موقع ناشيونال فوتبول تيمز (الإنجليزية)
- بابلو باز على موقع Soccerway.com (الإنجليزية)
- بابلو باز على موقع اللجنة الأولمبية الدولية (الإنجليزية)
- بابلو باز على موقع أوليمبيديا (الإنجليزية)